# Molí de Can Carbó (Sant Martí Sarroca)
El Molí de Can Carbó és una obra de Sant Martí Sarroca (Alt Penedès) protegida com a Bé Cultural d'Interès Local.

## Descripció
L'obra inventariada es tracta d'un conjunt format per una masia i un antic molí, composta de planta baixa, pis i golfes, i teulada a dues vessants, amb portal d'entrada d'arc de mig punt adovellat i finestra amb ampit, llinda i marcs de pedra motllurada. Al darrere es troba la bassa que recollia l'aigua de la riera de Pontons. Al costat es troba una segona masia, de factura més nova, que desfigura la primera.